# Cephalastor bossanova
Cephalastor bossanova är en stekelart som beskrevs av Garcete-barrett 2002. Cephalastor bossanova ingår i släktet Cephalastor och familjen Eumenidae. Inga underarter finns listade.